# زبیدات
زبیدات 
یکی از طوایف عرب خوزستان که علاوه بر ایران در کشورهای عراق، سوریه، یمن، فلسطین، حجاز منتشر است.
زبیدات جمع زبید می‌باشد و فرد منسوب به این طایفه را زبیدی می نامند. افراد این طایفه با نام فامیلی زبید، زبیدی، زبیدات و  زویداوی و زبیدانی شناخته می‌شوند. زبیدات شاخه‌ای از قبیله مذحج می‌باشند. 